# Liste von Sakralbauten in Tauberbischofsheim
Die Liste von Sakralbauten in Tauberbischofsheim nennt Kirchengebäude und sonstige Sakralbauten im Stadtgebiet von Tauberbischofsheim im Main-Tauber-Kreis in Baden-Württemberg.

## Sakralbauten in Tauberbischofsheim

### Christentum
Die katholischen Sakralbauten im Stadtgebiet von Tauberbischofsheim gehören zur Seelsorgeeinheit Tauberbischofsheim im Dekanat Tauberbischofsheim. Die evangelischen Sakralbauten im Stadtgebiet von Tauberbischofsheim sind der Kirchengemeinde Tauberbischofsheim im evangelischen Kirchenbezirk Wertheim zugeordnet.

#### Kirchengebäude
| Name             | Konfession | Ort                | Bild | Koordinaten                 |
| ---------------- | ---------- | ------------------ | ---- | --------------------------- |
| Christuskirche   | ev.        | Tauberbischofsheim |      | 49° 37′ 19″ N, 9° 39′ 27″ O |
| St. Bonifatius   | r.-k.      | Tauberbischofsheim |      | 49° 37′ 39″ N, 9° 40′ 16″ O |
| St. Jakobus      | r.-k.      | Dienstadt          |      | 49° 38′ 3″ N, 9° 36′ 43″ O  |
| St. Laurentius   | r.-k.      | Dittwar            |      | 49° 35′ 26″ N, 9° 38′ 9″ O  |
| St. Markus       | r.-k.      | Distelhausen       |      | 49° 35′ 54″ N, 9° 41′ 32″ O |
| St. Martin       | r.-k.      | Tauberbischofsheim |      | 49° 37′ 21″ N, 9° 39′ 40″ O |
| St. Nikolaus     | r.-k.      | Impfingen          |      | 49° 38′ 49″ N, 9° 39′ 32″ O |
| St. Pankratius   | r.-k.      | Hochhausen         |      | 49° 39′ 35″ N, 9° 38′ 15″ O |
| St. Vitus        | r.-k.      | Dittigheim         |      | 49° 36′ 36″ N, 9° 40′ 34″ O |
| St.-Lioba-Kirche | r.-k.      | Tauberbischofsheim |      | 49° 37′ 21″ N, 9° 39′ 48″ O |

#### Kapellen
| Name                                                        | Konfession | Ort                                              | Bild | Koordinaten                 |
| ----------------------------------------------------------- | ---------- | ------------------------------------------------ | ---- | --------------------------- |
| Bildhäusle                                                  | r.-k.      | Hochhausen                                       |      | 49° 39′ 50″ N, 9° 38′ 5″ O  |
| Feldkapelle am Neugereut                                    | r.-k.      | Dittigheim                                       |      | 49° 36′ 38″ N, 9° 41′ 17″ O |
| Feldkapelle am Stammberg                                    | r.-k.      | Tauberbischofsheim Stammberg                     |      | 49° 36′ 54″ N, 9° 37′ 35″ O |
| Friedhofskapelle                                            | r.-k.      | Dittigheim                                       |      | 49° 36′ 23″ N, 9° 40′ 36″ O |
| Friedhofskapelle                                            | r.-k.      | Hochhausen                                       |      | 49° 39′ 36″ N, 9° 38′ 6″ O  |
| Friedhofskapelle                                            | r.-k.      | Impfingen                                        |      | 49° 38′ 53″ N, 9° 39′ 45″ O |
| Hauskapelle im Haus Heimberg                                | r.-k.      | Tauberbischofsheim Seniorenzentrum Haus Heimberg |      | 49° 37′ 49″ N, 9° 40′ 17″ O |
| Hauskapelle des Erzbischöflichen Knabenkonvikts St. Michael | r.-k.      | Tauberbischofsheim An der Königheimer Straße     |      | 49° 37′ 6″ N, 9° 39′ 11″ O  |
| Heilig-Blut-Kapelle                                         | r.-k.      | Hochhausen                                       |      | 49° 39′ 20″ N, 9° 37′ 24″ O |
| Herz-Jesu-Kapelle                                           | r.-k.      | Tauberbischofsheim An der Königheimer Straße     |      | 49° 37′ 5″ N, 9° 39′ 9″ O   |
| Höhbergkapelle                                              | r.-k.      | Dittigheim Höhberg                               |      | 49° 36′ 47″ N, 9° 39′ 46″ O |
| Josefskapelle                                               | r.-k.      | Hochhausen                                       |      | 49° 40′ 30″ N, 9° 36′ 7″ O  |
| Käppele                                                     | r.-k.      | Hochhausen                                       |      | 49° 39′ 35″ N, 9° 37′ 41″ O |
| Kalvarienbergkapelle                                        | r.-k.      | Dittwar                                          |      | 49° 34′ 51″ N, 9° 38′ 8″ O  |
| Kreuzkapelle                                                | r.-k.      | Dittwar                                          |      | 49° 34′ 52″ N, 9° 38′ 6″ O  |
| Laurentiuskapelle                                           | r.-k.      | Tauberbischofsheim Laurentiusberg                |      | 49° 37′ 20″ N, 9° 40′ 25″ O |
| Obere Spraitkapelle                                         | r.-k.      | Tauberbischofsheim                               |      | 49° 37′ 36″ N, 9° 38′ 39″ O |
| Peterskapelle                                               | r.-k.      | Tauberbischofsheim                               |      | 49° 37′ 20″ N, 9° 39′ 33″ O |
| Rektorskapelle                                              | r.-k.      | Tauberbischofsheim Hammberg                      |      | 49° 38′ 6″ N, 9° 40′ 53″ O  |
| Stammbergkapelle                                            | r.-k.      | Tauberbischofsheim Stammberg                     |      | 49° 37′ 5″ N, 9° 38′ 31″ O  |
| St.-Wolfgangs-Kapelle                                       | r.-k.      | Distelhausen                                     |      | 49° 35′ 47″ N, 9° 41′ 10″ O |
| Untere Spraitkapelle                                        | r.-k.      | Tauberbischofsheim                               |      | 49° 37′ 24″ N, 9° 38′ 59″ O |
| Zur Schmerzhaften Muttergottes                              | r.-k.      | Hof Steinbach                                    |      | 49° 35′ 31″ N, 9° 39′ 22″ O |

#### Klöster
| Name                                        | Konfession | Ort                | Bild | Koordinaten                 |
| ------------------------------------------- | ---------- | ------------------ | ---- | --------------------------- |
| Benediktinerinnenkloster Tauberbischofsheim | r.-k.      | Tauberbischofsheim |      | 49° 37′ 20″ N, 9° 39′ 48″ O |
| Franziskanerkloster Tauberbischofsheim      | r.-k.      | Tauberbischofsheim |      | 49° 37′ 20″ N, 9° 39′ 48″ O |

#### Kreuzwege
Die folgenden Freilandkreuzwege bestehen im Stadtgebiet von Tauberbischofsheim:
| Name                           | Konfession | Ort                | Bild | Koordinaten                 |
| ------------------------------ | ---------- | ------------------ | ---- | --------------------------- |
| Kreuzweg                       | r.-k.      | Dittwar            |      | 49° 35′ 14″ N, 9° 38′ 18″ O |
| Kreuzweg                       | r.-k.      | Impfingen          |      | 49° 38′ 52″ N, 9° 39′ 44″ O |
| Kreuzweg                       | r.-k.      | Tauberbischofsheim |      | 49° 37′ 2″ N, 9° 39′ 1″ O   |
| Kreuzweg in der Friedhofsmauer | r.-k.      | Distelhausen       |      | 49° 35′ 44″ N, 9° 41′ 10″ O |

#### Mariengrotten
Folgende Mariengrotten beziehungsweise Lourdesgrotten bestehen im Stadtgebiet von Tauberbischofsheim:
| Name         | Konfession | Ort                | Bild | Koordinaten                 |
| ------------ | ---------- | ------------------ | ---- | --------------------------- |
| Mariengrotte | r.-k.      | Dittwar            |      | 49° 34′ 51″ N, 9° 38′ 5″ O  |
| Mariengrotte | r.-k.      | Dienstadt          |      | 49° 38′ 3″ N, 9° 36′ 43″ O  |
| Mariengrotte | r.-k.      | Impfingen          |      | 49° 38′ 50″ N, 9° 39′ 33″ O |
| Mariengrotte | r.-k.      | Tauberbischofsheim |      | 49° 37′ 29″ N, 9° 39′ 26″ O |

#### Friedhöfe
In der Kernstadt Tauberbischofsheim sowie in den sechs weiteren Stadtteilen – Dienstadt, Distelhausen, Dittigheim, Dittwar, Hochhausen und Impfingen – besteht jeweils ein christlicher Friedhof:
| Name     | Ort                | Bild | Koordinaten                 |
| -------- | ------------------ | --- | --------------------------- |
| Friedhof | Dienstadt          | Bild gesucht Die Wikipedia wünscht sich an dieser Stelle ein Bild vom hier behandelten Ort. Weitere Infos zum Motiv findest du vielleicht auf der Diskussionsseite . Falls du dabei helfen möchtest, erklärt die Anleitung , wie das geht. BW | 49° 38′ 1″ N, 9° 36′ 36″ O  |
| Friedhof | Distelhausen       | Bild gesucht Die Wikipedia wünscht sich an dieser Stelle ein Bild vom hier behandelten Ort. Weitere Infos zum Motiv findest du vielleicht auf der Diskussionsseite . Falls du dabei helfen möchtest, erklärt die Anleitung , wie das geht. BW | 49° 35′ 48″ N, 9° 41′ 8″ O  |
| Friedhof | Dittigheim         | | 49° 36′ 23″ N, 9° 40′ 37″ O |
| Friedhof | Dittwar            | | 49° 35′ 13″ N, 9° 38′ 20″ O |
| Friedhof | Hochhausen         | | 49° 39′ 37″ N, 9° 38′ 6″ O  |
| Friedhof | Impfingen          | Bild gesucht Die Wikipedia wünscht sich an dieser Stelle ein Bild vom hier behandelten Ort. Weitere Infos zum Motiv findest du vielleicht auf der Diskussionsseite . Falls du dabei helfen möchtest, erklärt die Anleitung , wie das geht. BW | 49° 38′ 54″ N, 9° 39′ 46″ O |
| Friedhof | Tauberbischofsheim | | 49° 37′ 30″ N, 9° 39′ 25″ O |

### Judentum
Die folgenden jüdischen Sakralbauten des ehemaligen Bezirksrabbinats Wertheim bestanden oder bestehen im Stadtgebiet von Tauberbischofsheim:
| Name                                  | Ort                | Bild | Koordinaten                 |
| ------------------------------------- | ------------------ | ---- | --------------------------- |
| Jüdischer Friedhof Hochhausen         | Hochhausen         |      | 49° 39′ 50″ N, 9° 37′ 52″ O |
| Jüdischer Friedhof Tauberbischofsheim | Tauberbischofsheim |      | 49° 37′ 32″ N, 9° 39′ 25″ O |
| Synagoge                              | Tauberbischofsheim |      | 49° 37′ 21″ N, 9° 39′ 52″ O |
| Synagoge                              | Dittigheim         |      | 49° 36′ 37″ N, 9° 40′ 29″ O |
| Synagoge                              | Hochhausen         |      | 49° 39′ 40″ N, 9° 38′ 12″ O |
| Synagoge                              | Impfingen          |      | 49° 38′ 51″ N, 9° 39′ 25″ O |

### Islam
Im Stadtgebiet von Tauberbischofsheim besteht keine Moschee. Die Muslime besuchen gewöhnlich die nächstgelegene Moschee Lauda.